# 班尼·沙巴特
班尼·沙巴特（阿拉伯語：‎，羅馬化：Banī Shaybat）是沙烏地阿拉伯的部落，掌管克爾白的鑰匙。部落成員在克爾白清理期間負責招待訪客參觀克爾白。

## 歷史
克爾白的鑰匙本來是塔森（Tasm）部落所擁有的，這個部落是阿德人的部落，在古來氏部落之前就存在了。後來鑰匙被傳給了叫做庫札阿（Khuza'a）的人，然後傳給他的兒子阿布杜勒·達爾（Abdul Dar），達爾再傳其子奧斯曼（Othman）。鑰匙在不同人之間傳遞者，直到它被傳給沙巴才穩定下來。後來這個鑰匙就一直由沙巴（Shaiba）的後代負責保管，直到今日。七世紀時穆罕默德創立了伊斯蘭教，在攻克麥加那年把鑰匙交給了班尼·沙巴特部落，他說：“拿去吧，班尼·塔爾哈（Bani Talha），你的部落要保管這個鑰匙，直到復生日。除了在復生日出現的一個不公正、壓迫人們的暴君，沒有人能拿走這個鑰匙。”